# Clinodiplosis profusa
Clinodiplosis profusa är en tvåvingeart som beskrevs av Maia 2001. Clinodiplosis profusa ingår i släktet Clinodiplosis och familjen gallmyggor. Inga underarter finns listade i Catalogue of Life.